# غيدقة سيمبرية
غيدقة سيمبرية (الاسم العلمي: Hydrophis semperi) (بالإنجليزية: Lake Taal Snake)‏ هي نوع من الزواحف تتبع جنس الغيدقة من فصيلة العرابيد.